# 前田鎌利
前田 鎌利（まえだ かまり、1973年5月5日 - ）

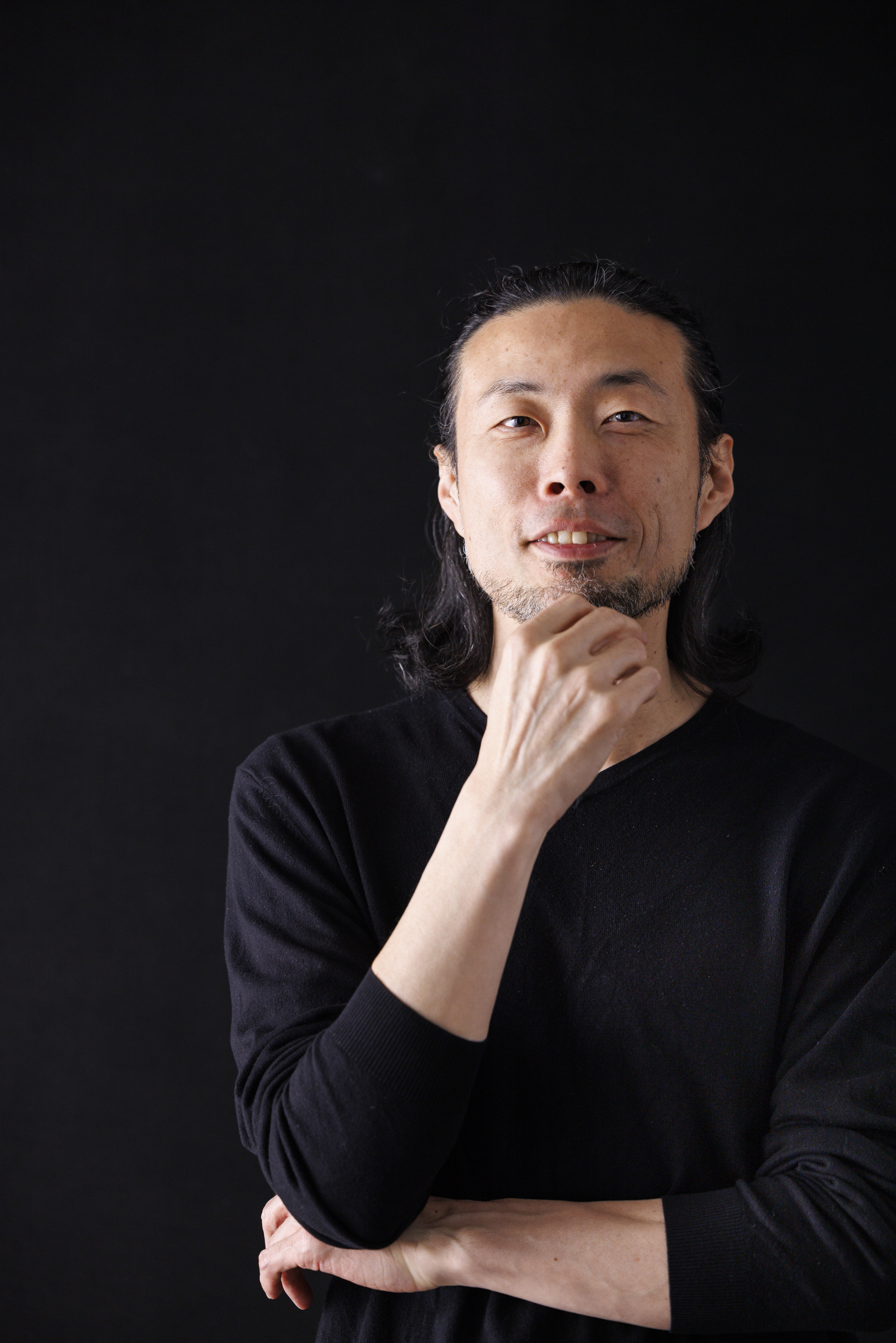
前田鎌利

書家、アーティスト、プレゼンテーションクリエイター。株式会社固代表取締役、一般社団法人継未 代表理事。一般社団法人プレゼンテーション協会代表理事。情報経営イノベーション専門職大学 客員教授。私設図書館つぐみ 館長。めがねのまち さばえPR大使。

## 概要
書家として「書道塾 継未-TUGUMI-」を主催。生徒数は700名以上。
ソフトバンク「志高く」、JAXA「こうのとり」、Jリーグ「絶対突破」、彦根城 築城410年祭「国宝 彦根城」、逃げ上手の若君への書の提供などを揮毫しながら、日本国以外ではアメリカ、南米、ヨーロッパ、アジアなど各国でライブパフォーマンスを展開。
2013年までソフトバンクに所属し、孫正義のプレゼン資料の作成を手がけた。
ソフトバンク、ヤフー、ベネッセコーポレーション、セブンイレブンジャパン、マクドナルド、Jリーグ、UQ、SONY、Panasocnic、日テレ、松竹株式会社、TOPPAN、OKI、ニトリなど年間200以上の企業・団体で講演、研修、コンサルティングなどを行う。
サイバー大学客員教授、情報経営イノベーション専門職大学 客員教授。私設図書館つぐみ館長。めがねのまち さばえPR大使。UMM所属アーティスト。
東京都世田谷区と福井県鯖江市の二拠点にて活動中。

## 経歴
- 1973年 - 福井県鯖江市出身
- 福井県立武生高等学校を卒業後、東京学芸大学教育学部特別教員養成課程書道科卒業
- 1998年 - 株式会社 光通信に入社
- 2000年 - 株式会社 J-PHONEへ転職。その後2001年にVodafone、2006年にソフトバンクに従事
- 2010年 - Softbank Academia 第1期生（200名）に選抜され、Softbank Academia初年度1位を獲得
- 2013年12月 - ソフトバンク退社
- 2014年10月 - 一般社団法人 継未-TUGUMI- 設立
- 2016年7月 - 株式会社 固-KATAMARI- 設立
- 2017年3月 - logicool spotlightアンバサダー
- 2018年6月 - CROSS TEAM アドバイザー[3]
- 2018年12月 - 一般社団法人 プレゼンテーション協会- 設立
- 2020年4月 - 情報経営イノベーション専門職大学客員教授
- 2020年10月 - THE KYOTO Fellow
- 2021年6月 - 全国高校プレゼンテーション甲子園 共催、審査委員長
- 2022年4月 - 私設図書館つぐみ 館長
- 2022年9月 - めがねのまち さばえPR大使
- 2023年5月 - 福井県鯖江市に株式会社 固 さばえサテライトオフィスを開設
- 2023年7月 - 女性活躍支援事業Rintoss開始
- 2024年1月 - UMM所属アーティスト
- 2024年6月 - 福井県「ふくいの教育振興推進会議」委員就任
- 2024年11月 - 現代アートパフォーマンス「GRANICA」スタート
- 2025年1月 - 個展「ETERNAL」

## 著書
- 『社内プレゼンの資料作成術』（ダイヤモンド社、2015年7月）翔泳社ビジネス書部門ベスト10選出[4]
- 『社外プレゼンの資料作成術』（ダイヤモンド社、2016年2月）
- 『最高品質の会議術』（ダイヤモンド社、2018年3月）
- 『最高のリーダーは2分で決める』（SBクリエイティブ社、2019年2月）
- 『プレゼン資料のデザイン図鑑』（ダイヤモンド社、2019年3月）翔泳社ビジネス書部門大賞受賞
- 『ミニマム・プレゼンテーション』（すばる舎、2019年10月）
- 『パワーポイント最速仕事術』（ダイヤモンド社、2020年3月）
- 『社内プレゼンの攻略術』（すばる舎、2020年3月）
- 『こどもプレゼン教室』（宝島社、2020年7月）
- 『社内プレゼンの質疑応答術』（すばる舎、2021年6月）
- 『課長2.0』(ダイヤモンド社、2021年9月)
- 『30分ファシリテーション』（池田書店、2022年2月）
- 『完全版 社内プレゼンの資料作成術』（ダイヤモンド社、2022年3月）
- 『完全版 社外プレゼンの資料作成術』（ダイヤモンド社、2022年7月）
- 『教養としての書道』（自由国民社、2023年12月）
- 『歴史的プレゼン』（クロスメディア・パブリッシング、2024年12月）
- 『プレゼン資料の図解化大全』（ダイヤモンド社、2025年2月）